# رینالدو دا کروز اولیویرا
رینالدو دا کروز اولیویرا (به پرتغالی: Reinaldo da Cruz Oliveira) مهاجم اهل برزیل است که در شهر Itaguaí و در تاریخ ۱۴ مارس ۱۹۷۹ به دنیا آمده‌است.
رینالدو دا کروز اولیویرا در تیم‌های فوتبال فلامینگو سابقهٔ حضور دارد.